# Pierre Rochette
Pas d'image ? Cliquez ici

a Compétitions nationales et continentales officielles uniquement.

Dernière mise à jour le 27 février 2012.
Pierre Rochette, né le 18 octobre 1982, est un joueur de rugby à XV français qui évolue au poste de demi de mêlée au sein de l'effectif du Pays d'Aix RC depuis 2010.